# Ronja Klinger
Ronja Klinger (Frauental an der Laßnitz, 22 de maio de 2000) é um ex-voleibolista indor, atualmente jogadora de vôlei de praia austríaca.

## Carreira
Ela é filha de ex-desportistas, sua mãe, Tanja Klinger, ex-atleta de atletismo, e seu pai, Gernot Klinger, ex-entusiasta de esportes de inverno, dirigem uma escola de esqui em Modriach-Winkel. Os primeiros passos na prática desportiva deu-se após praticar esqui e atletismo por oito anos e quando ingressou na escola BG/BORG Graz Liebenau competiu na modalidade do voleibol por quatro anos. Em 2016, foi campeã e  MVP do Campeonato Austríaco Sub-17. Na temporada de 2017, foi premiada como a Esportista do Ano, foi também a MVP da Liga Austríaca de Voleibol por duas vezes em 2017 e 2018, foi campeã nacional nas categorias Sub-16, Sub-18 e Sub-20, no atletismo (2011-2013) foi campeã nacional Sub-16 no salto com vara em 2013, atingindo altura de 2,90 m, o que significa que ela melhorou seu recorde pessoal em 20 cm.,  foi campeã nacional de corridas de  esqui (2009-2013), ou seja, ganhou quatro títulos estaduais Sub-14 de esqui e venceu outras nove corridas da copa estadual e vencedora da copa estudantil e competia pelo  ASKÖ Klippitzthörl
Mais tarde defende as cores do UVC Graz, na posição de ponteira, na jornada de 2016-17 e terminou em terceiro lugar na Liga Austríaca de Voleibol e conquistou a Copa da Áustria.Foi atleta do SG VBV Trofaiach/WSV Eiserz, quando ganhou uma bolsa para estudar nos Estados Unidos, atuando como central, defendeu o Spring Hill College juntamente com sua irmã.
,  e defendeu o time Golden Panthers, que chegou à final da Conference USA em 2018 de forma inédita. .Em 2016, disputou ao lado de Victoria Deisl o Campeonato Europeu Sub-18 de Vôlei de Praia sediado em Brno e foram as nonas colocadas e o Mundial  Sub-19 de Vôlei de Praia em Lárnaca ao lado de Patricia Maros
Em 2017, terminou em nono lugar ao lado de Viktoria Goger no Campeonato Europeu Sub-18 em Cazã,  e também ao lado de
Laetitia Dirnhofer disputou a Continental Cup da Juventude e o Campeonato Europeu Sub-20 em Vulcano disputou ao lado de Victoria Deisl.Depois, em 2018 foi para a Universidade Internacional da Flórida, e nesta mesma temporada atuou pelo SG VBV Trofaiach/WSV Eiserz; pelo time universitário americano Florida Golden Panthers, atuou com sua irmã Dorina Klinger e alcançaram o feito histórico de levar o time pela primeira vez nas finais da Conferência dos EUA de 2018.
Em 2018, disputou a Contiental Cup da Juventude ao lado de Julia Mitter e também o Campeonato Europeu Sub-20 em Anapa. Com Dorina Klinger disputou o circuito nacional e terminaram em quarto na etapa de Innsbruck, em competições  da MEVZA esteve ao lado de Franziska Friedl e estreou no circuito mundial ao lado de  Valerie Teufl no torneio uma estrela de Aidim, retoma dupla com sua irmã, disputam os torneios uma estrela em Baden, Vaduz e Poreč, no quatro estrelas de Las Vegas e o cinco estrelas de Viena, terminaram no quinto lugar na edição de Campeonato Europeu de Voleibol de Praia Sub-22 de 2018 em Jūrmala.
No ano de 2019, retomando a parceria com sua irmã pro restante do ano, com o quinto lugar no torneio uma estrela em Budapeste, depois, com Katharina Holzer conquistou o segundo lugar na Continental Cup e no Campeonato Europeu Sub-22 em Antália. No ano seguinte, conquistara o primeiro pódio no torneio uma estrela em Langkawi, alcançando a medalha de prata.No circuito austríaco de 2020, competiu com Lena Plesiutschnig conquistando o título em Wolfurt e o bronze em Baden e nono em outra etapa em Baden.
Na temporada de 2021, inicia com sua irmã nos eventos quatro estrelas em Cancun, e conquistam o bronze no torneio uma estrela em Sófia e o quarto lugar no segundo evento nesta cidade e o quinto lugar no terceiro evento. No Campeonato Europeu de Voleibol de Praia de 2021 em Viena estiveram juntas e terminaram na vigésima quinta colocação, e neste mesmo ano esteve com Julia Mitter no Campeonato Europeu Sub-22 em Baden e com Victoria Deisl e Katharina Holzer no campeonato nacional.
Em 2022, ao lado de Dorina, conquistaram a quarta posição no Future de Madrid e o quinto posto em Klaipėda, o primeiro ouro no Future de IOS e nono lugar no Challenge de Espinho, décimo nono no de Agadir, e no Elite 16 em Hamburgo, finalizaram no vigésimo primeiro lugar.Alcançaram a vigésima quinta posição no Campeonato Europeu de Voleibol de Praia de 2022, realizado em Munique.
Na jornada de 2023, alcançou com Dorina o quarto lugar no Challenge de La Paz, o vice-campeonato na Continental Cup, grupo D, em Budapeste, quinto lugar no Challenge em Edmonton, além do décimo sétimo lugar no Campeonato Europeu de Voleibol de Praia de 2023 em Viena e a medalha de ouro no Future em Varsóvia e em Baden.

## Títulos e resultados
- Future de Baden do Circuito Mundial de Vôlei de Praia de 2023
- Future de Varsóvia do Circuito Mundial de Vôlei de Praia de 2023
- Future de IOS do Circuito Mundial de Vôlei de Praia de 2022
- Torneio 1* de Langkawi do Circuito Mundial de Vôlei de Praia de 2020
- Torneio 1* de Sófia do Circuito Mundial de Vôlei de Praia de 2021
- Challenge de La Paz do Circuito Mundial de Vôlei de Praia de 2023
- Future de Madrid do Circuito Mundial de Vôlei de Praia de 2022
- Torneio 1* de Sófia do Circuito Mundial de Vôlei de Praia de 2021
- Copa da Áustria de 2016-17
- Campeonato Austríaco de 2016-17
- Campeonato Austríaco Sub-17 de 2016

## Premiações individuais
- MVP da Liga Austríaca de 2018
- MVP da Liga Austríaca de 2017
- Esportista do Ano de 2017